# 사이언스 온 어 스피어

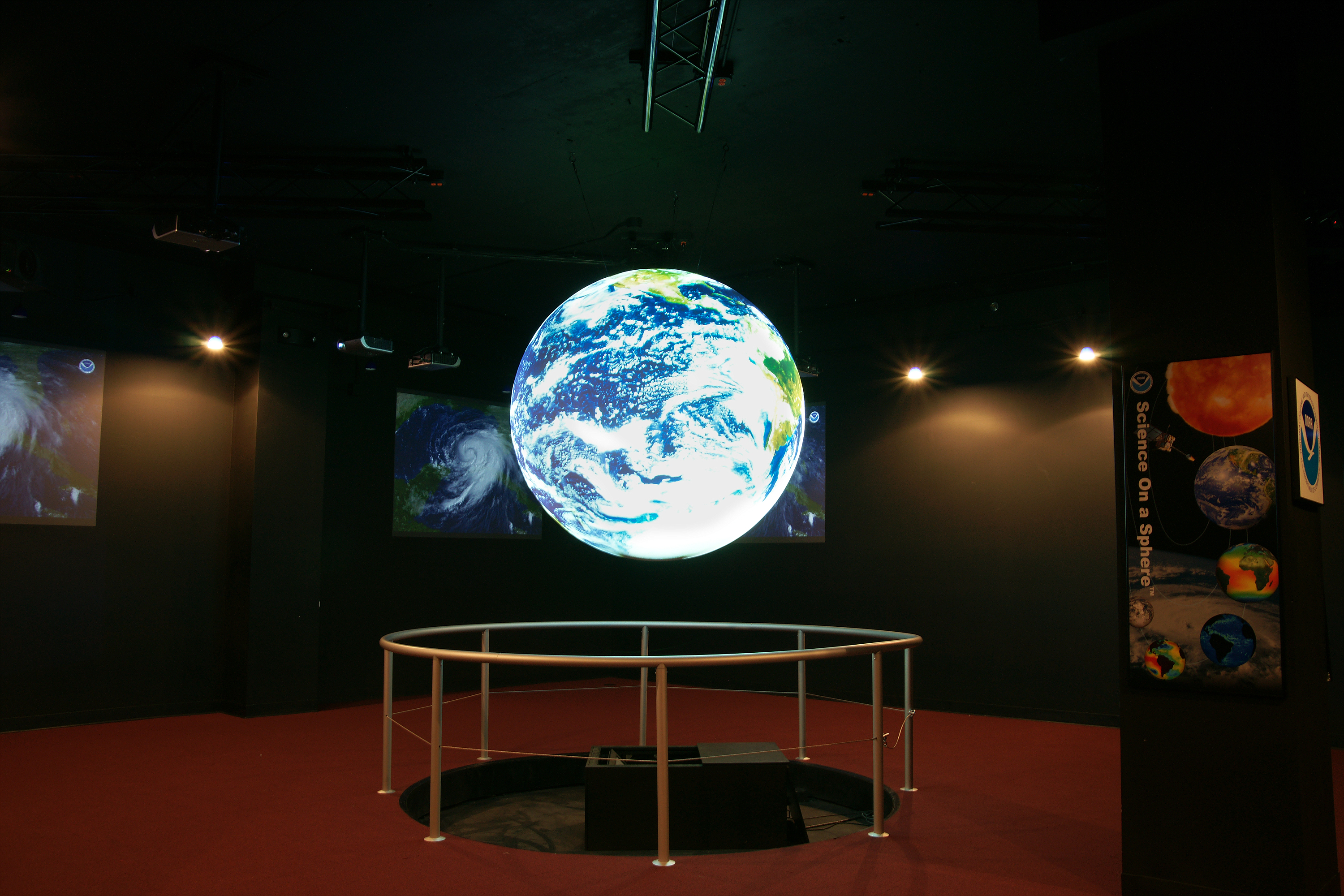
미국 콜로라도 볼더 NOAA/ESRL의 SOS

사이언스 온 어 스피어(영어: Science On a Sphere)는 미국의 NOAA에 의해 개발된 구체 투사 시스템으로 PC와 프로젝터를 사용하여 구체 위에 동영상 자료를 표출하는 대형 가시화 시스템. 즉, SOS는 지구를 포함한 행성의 대기, 해양, 육지의 역동적인 자연현상들을 동영상으로 표출할 수 있는 생동하는 구체라고 할 수 있다. SOS는 새로운 가시화 기술을 이용하여 지구물리학 및 대기과학 자료들을 조사하기 위한 방안으로 개발이 시작되었으나, 개발 이후 SOS는 지구환경학적인 과정들을 설명하는 교육 및 공공 지원 도구로 사용하는 것이 제일 중요한 목적이 되었다. SOS는 현재 직관적이면서도 흥미로운 방법으로 연구결과들을 표출하는 도구로도 활용되고 있으며, 콜로라도 볼더에 있는 NOAA/ESRL 연구소에서는 거의 모든 공공 지원 및 대국민 홍보 활동의 한 부분으로 SOS가 포함되어 있다.
현재 SOS는 전 세계 39개 사이트에 설치 운영중이다..